# Product (álbum)
Product (PRODUCT en mayúscula) es la compilación debut de la productora británica de música electrónica Sophie. Publicado por Numbers el 27 de noviembre de 2015. Las ocho canciones de Product se lanzaron como sencillos entre 2013 y 2015. El álbum se vendió en una "caja de burbujas de silicona" y se lanzó coincidiendo con el lanzamiento de una línea de ropa con "productos de silicona", como juguetes sexuales.
Después de su lanzamiento, el álbum recibió críticas en su mayoría positivas por parte de los críticos. En 2019, Numbers anunció una reedición limitada de cuatro de sus sencillos en vinilo en su formato original, cada uno en una caja de PVC.

## Antecedentes
Sophie hizo su debut como solista en febrero de 2013 con el lanzamiento del sencillo "Nothing More to Say" en el sello discográfico londinense Huntleys + Palmers de Glasgow. Su continuación, 'Bipp'/'Elle', fue anunciada en SoundCloud el año pasado y finalmente fue lanzada por el sello de Glasgow Numbers a finales de 2013. El siguiente sencillo, "Lemonade"/"Hard", se lanzó en agosto de 2014.
La colección de singles de Product estuvieron disponibles para pedir anticipadamente en septiembre de 2015. "MSMSMSM" fue lanzado este mes, seguido de "Just Like We Never Said Goodbye" el 15 de octubre. Los sencillos "Vyzee" y "LOVE" se lanzaron en noviembre de 2015 junto Product.

## Recepción crítica

### Reseñas
| Agregadores de reseñas | Agregadores de reseñas |
| ---------------------- | ---------------------- |
| Fuente                 | Puntuación             |
| AnyDecentMusic?        | 7.3/10                 |
| Metacritic             | 74/100                 |

| Fuente           | Puntuación       |
| ---------------- | ---------------- |
| AllMusic         | 4 de 5 estrellas |
| Exclaim!         | 8/10             |
| The Guardian     | 2 de 5 estrellas |
| The Irish Times  | 4 de 5 estrellas |
| The Observer     | 4 de 5 estrellas |
| Pitchfork        | 6.6/10           |
| Q                | 3 de 5 estrellas |
| Resident Advisor | 4.6/5            |
| Spin             | 9/10             |
| Vice             | A-               |

El sitio web de reseñas Metacritic le dio al álbum una puntuación promedio de 74 sobre 100, lo que indica "críticas generalmente positivas". El editor superior de Exclaim!, Stephen Carlick, calificó el álbum como "una muestra de una artista apasionante cuyo trabajo equilibrando lo dulce y macabro, el pop y la vanguardia ha producido algunos de los mejores sencillos de los últimos años."The Observer describió el album como "algo disruptivo que se situaba entre una fina línea entre lo que constituía el pop y un sonido molesto por el cual pagas dinero. Algo innovador". Heather Fares de AllMusic elogió el álbum como "instantáneamente adictivo" y notó similitudes entre la versión inquietante del pop y el trabajo del sello PC Music pero dijo que las pistas de Sophie son "aún más salvajes, con un diseño de sonido y efectos que se encuentran en algún punto intermedio entre Spike Jones y Aphex Twin". Sasha Geffen de Consequence of Sound lo llamó "uno de los objetos musicales más traviesos en la atmósfera actual", y agregó: "Product difumina la dinámica tradicional tema-objeto de la música pop, doblando el deseo tan fácilmente como se doblan las ondas"
En una crítica mixta para The Guardian, Alexis Petridis elogió «Bipp» y «Just Like We Never Said Goodbye» como «canciones pop genuinamente brillantes», pero acusó al resto del álbum de «visiones anticuadas, ironía que molesta, cosas trilladas sobre la relación del pop con el consumismo...»; concluyó que Sophie se estaba «mofando» de la música pop en lugar de celebrarla. Mark Richardson, de Pitchfork, alabó el «brillo duradero» de los dos primeros singles del álbum, pero se mostró menos positivo con el material más reciente y sugirió que el formato del álbum perjudicaba a las canciones: «la música tan comprimida como esta se escucha mejor en pequeñas dosis, antes de que tu oído se canse de escucharla".

### Reconocimientos
Gorilla vs. Bear (blog en MP3) clasificó Product como el 12º mejor álbum de 2015.
En 2020, Spin posicionó a Product como el álbum Nº 25 de la década.

## Listado de canciones
| Lista de canciones de "Product" |                                   |          |  |
| N.º                             | Título                            | Duración |  |
| 1.                              | «Bipp»                            | 3:00     |  |
| 2.                              | «Elle»                            | 3:44     |  |
| 3.                              | «Lemonade»                        | 1:58     |  |
| 4.                              | «Hard»                            | 2:54     |  |
| 5.                              | «MSMSMSM»                         | 3:35     |  |
| 6.                              | «Vyzee»                           | 3:22     |  |
| 7.                              | «L.O.V.E.»                        | 3:38     |  |
| 8.                              | «Just Like We Never Said Goodbye» | 3:08     |  |
| 25:26                           |                                   |          |  |

| Edición de silicona |          |          |  |
| N.º                 | Título   | Duración |  |
| 9.                  | «Unisil» | 2:06     |  |
| 27:32               |          |          |  |

| Edición japonesa |              |          |  |
| N.º              | Título       | Duración |  |
| 10.              | «Get Higher» | 3:00     |  |
| 28:26            |              |          |  |

## Charts
| Gráfico (2015)                                  | Posición más alta |
| ----------------------------------------------- | ----------------- |
| EE. UU. Top Dance/Electronic Albums (Billboard) | 23                |